# Tereza Nelma
Tereza Nelma da Silva Porto Viana Soares (Arapiraca, 7 de outubro de 1957), é uma psicóloga e política brasileira, filiada ao Partido Social Democrático (2011) (PSD). Nas eleições de 2018, foi eleita deputada federal por Alagoas.
Em 2022, se candidatou novamente ao cargo de deputada, porém, não conseguiu ser reeleita.
Em novembro de 2022, foi anunciada para a equipe de transição do Governo Federal pelo vice-presidente eleito, Geraldo Alckmin. Em março de 2023, foi nomeada secretária nacional de Aquicultura do Ministério da Pesca e Aquicultura no novo Governo Lula.

## Vida pessoal
Filha de Antônio Candido da Silva e Maria Genilda Porto. É mãe da vereadora de Maceió, Teca Nelma, e da médica Yara Janaína. 

## Formação
Psicóloga formada em 1980 pelo Centro Universitário (CESMAC/AL); professora e especialista em Educação Especial, lecionou na rede pública de ensino. Foi diretora de Educação Especial da Secretaria de Educação de Alagoas. Neste cargo, criou o Centro de Educação Especial Wandete Gomes de Castro, em 1994 e, logo depois, implantou o Ensino Especial em Maceió. 

## Trajetória política
Começou sua trajetória política como liderança de movimentos voltados à temática das pessoas com deficiência. Foi eleita vereadora na Câmara Municipal de Maceió por quatro mandatos consecutivos (2005 - 2019) sendo que, no último, presidiu a Comissão de Direitos Humanos. Como vereadora em Maceió teve pelo menos 145 leis com origem em proposições de sua autoria.
Nas eleições de 2018, foi eleita deputada federal e única mulher representando o Estado na 56ª legislatura (2019-2023) da Câmara dos Deputados. Na Câmara, foi coordenadora da bancada alagoana, vice-líder do PSD, coordenadora adjunta da Secretaria da Mulher no biênio 2019-2020 e Procuradora da Mulher para o biênio 2021-2022, implantqando o Observatório Nacional da Mulher na Política (ONMP).
Em quatro anos de mandato, apresentou 971 proposições de sua autoria; foi relatora de 47 proposições; e fez 66 pronunciamentos em Plenário. Integrou as Comissões Permanentes de Defesa dos Direitos das Pessoas com Deficiência (CPD), da qual foi 1ª vice-presidente; de Defesa dos Direitos da Pessoa Idosa (CIDOSO); de Defesa dos Direitos da Mulher (CMULHER); de Direitos Humanos, Minorias e Igualdade Racial (CDHMIR); de Educação (CE); e de Saúde (CSAUDE). Foi relatora dos grupos de trabalho voltados aos temas dos  Desafios da Oncologia no Brasil e das Instituições de Longa Permanência para Pessoas Idosas. Foi vice-presidente da Comissão Especial sobre o Combate ao Câncer no Brasil e participou, ainda, das Comissões Externas sobre o Colapso do Solo em Bairros de Maceió (como sub-relatora); de Violência Doméstica contra Mulher e Feminicídio; e de Acompanhamento da Situação dos Yanomamis em Waikás.
No dia 17 de junho 2025, o Metrópoles apurou que Tereza Nelma apresentou emendas que beneficiaram a Contag a promover o descontos ilegais, redigidas pela própria Confederação, no esquema de fraudes no INSS.

## Saúde
Após descobrir um câncer de mama, e depois outros quatro tipos de câncer, criou em 2012 a Casa Rosa, em Maceió, que já atendeu mais de 10 mil mulheres gratuitamente, oferecendo acolhimento e atendimento em especialidades como Mastologia, Ginecologia, Fisioterapia e Psicologia. Foi também uma das responsáveis pela construção da primeira unidade do Hospital de Amor no Estado de Alagoas, inaugurado em 2021 em Arapiraca, a partir de emendas orçamentárias parlamentares. A unidade mantém o Instituto de Prevenção de Arapiraca, na região agreste, com atenção voltada especialmente à prevenção e diagnóstico de casos de câncer de mama e do colo do útero.

## Legislação
É de sua autoria a Lei 14.450/2022, com origem no Projeto de Lei PL 4.171/2021, que dispõe sobre o Programa de Nacional de Navegação de Paciente para pessoas com neoplasia maligna de mama. O programa prevê, no âmbito do Sistema Único de Saúde (SUS) e integrado à Política Nacional de Atenção Oncológica, o acompanhamento dos casos de suspeita ou de confirmação de câncer de mama, com abordagem individual dos pacientes, para prestar orientações e ajudar a agilizar o diagnóstico e o tratamento da doença. Durante seu mandato como deputada na Câmara Federal foram aprovados e transformados em lei 11 projetos com sua autoria e seis a partir de relatorias da parlamentar.

## Premiações
Tereza Nelma recebeu diversos prémios e reconhecimentos por suas contribuições e atuação:
2015 – Prêmio Brasil Mais Inclusão, da Câmara dos Deputados, em reconhecimento por sua atuação na promoção da inclusão social.
2018 – Medalha Mulher Destaque do Brasil, durante Encontro Nacional de Legislativos Municipais, promovido pela União dos Vereadores do Brasil — UVB, em Foz do Iguaçu (PR), e que homenageou 17 mulheres atuantes na política, especialmente vereadoras com destaque legislativo em seus municípios, de todo o Brasil.
2018 – Prêmio Nana Padilha de Direitos Humanos, promovido pelo Grupo Gay de Penedo (AL) durante a 13ª edição do Parada do Orgulho LGBT+, em homenagem àqueles que se destacaram com atuação na defesa dos direitos do público LGBT.
2021 – Prêmio Congresso em Foco, como uma das melhores parlamentares do Brasil, promovido pelo Congresso em Foco.
2023 - Prêmio Nacional de Inovação, na categoria inovação e política pela criação do curso Multiplicadores Aquícolas, concedido à Secretaria Nacional de Aquicultura e Ministério da Pesca e Aquicultura durante o V International Fish Congress e Fish Expo Brasil (IFC), pela criação do curso de Multiplicadores Aquícolas.